# Claude Idoux
Claude Idoux, né le 27 février 1915 à Lyon et mort à Meudon le 6 janvier 1990, est un peintre contemporain français. Il est actif comme peintre, peintre de cartons de tapisserie et comme fresquiste. Il participe également à la conception et à la réalisation de vitraux, notamment des vitraux en cristal sertit dans du béton, dans plusieurs églises reconstruites après la seconde guerre mondiale, comme à Saint-Rémy de Baccarat avec un groupe d'artistes travaillant collectivement, ou à Notre-Dame de Royan, pour la réalisation du vitrail du chœur.

## Biographie
Claude Idoux est élève à l'École des beaux-arts de Lyon. 

### Carrière lyonnaise
En 1936, il décroche le prix de Paris et durant les débuts de sa carrière, dans les années 1930 et 1940, il expose au Salon de Printemps et au Salon du Sud-Est. Il rencontre Marcel Michaud et celui-ci a une grande influence sur sa peinture. En 1941, il rencontre Jean Chevalier et travaille avec Albert Le Normand. En 1942, il fonde le Minotaure avec Burlet, Bertholle et Étienne-Martin.
Il fait partie du groupe de peintres lyonnais qui crée le groupe Témoignage, avec Jean Bertholle, Albert Le normand et d'autres. Il épouse Suzanne Fessy en 1944, avec qui il a trois filles en 1945, 1947 et 1953.
Entre 1941 et 1947, il peint plusieurs fresques avec Albert Le normand. 

### Carrière parisienne et internationale
Sa carrière à Paris commence dans les années 1950 où il expose au Salon des Indépendants et au Salon de Mai. Sa première exposition personnelle à Paris a lieu en 1951. En 1958, il enseigne à Besançon, avant d'enseigner à École nationale supérieure des beaux-arts de Lyon, à l'École nationale supérieure d'architecture de Paris-La Villette en 1969, à l'École normale supérieure de Cachan, à l'école américaine de Fontainebleau, etc.
Au cours de sa vie, il expose dans de nombreux pays du monde.

## Style
La peinture de Claude Idoux est marquée par plusieurs périodes de style différents. D'abord figurative, elle devient plus abstraite, mais toujours marquée par le sens du sacré.
Claude Idoux, en compagnie d'Albert Le normand, fait des recherches pour synthétiser l'inconscient et la foi dans une fusion entre le surréalisme et l'art sacré. Ils étudient les fresques du Moyen Âge et modernisent ces techniques. « Les toiles de Idoux pourraient être comparées à des épures de décomposition de rayons lumineux en spectres prismatiques, s'entrecroisent en figures compliquées, mêlant leurs couleurs limpides ».